# Feuchtgebiete im Limmersdorfer Forst
Feuchtgebiete im Limmersdorfer Forst este o arie protejată (arie specială de conservare — SAC, sit de importanță comunitară — SCI) din Germania întinsă pe o suprafață de 134,57 ha, integral pe uscat.

## Localizare
Centrul sitului Feuchtgebiete im Limmersdorfer Forst este situat la coordonatele 50°00′54″N 11°26′49″E / 50.015°N 11.4469°E.

## Înființare
Situl Feuchtgebiete im Limmersdorfer Forst a fost declarat sit de importanță comunitară în martie 2001 pentru a proteja 8 specii de animale. Situl a fost protejat și ca arie specială de conservare în aprilie 2016.

## Biodiversitate
Situată în ecoregiunea continentală, aria protejată conține 3 habitate naturale: Liziere de ierburi înalte hidrofile de câmpie și de nivel montan până la alpin, Fânețe de joasă altitudine (Alopecurus pratensis, Sanguisorba officinalis), Păduri aluvionare cu Alnus glutinosa și Fraxinus excelsior (Alno-Padion, Alnion incanae, Salicion albae).
La baza desemnării sitului se află mai multe specii protejate:
- păsări (6): minunița (Aegolius funereus), buha (Bubo bubo), barză neagră (Ciconia nigra), ciocănitoare neagră (Dryocopus martius), ciuvică (Glaucidium passerinum), sfrâncioc roșiatic (Lanius collurio)
- amfibieni (1): triton cu creastă (Triturus cristatus)
- pești (1): cicar (Lampetra planeri)

Pe lângă speciile protejate, pe teritoriul sitului au mai fost identificate 1 specie de reptile.